# حبوة الثبرة (المضاربة والعارة)

تعديل مصدري - تعديل

حبوة الثبرة هي إحدى قرى عزلة المضاربة بمديرية المضاربة والعارة التابعة لمحافظة لحج، بلغ تعداد سكانها 37 نسمة حسب تعداد اليمن لعام 2004.